# Averbode's weekblad
Averbode's weekblad was een tijdschrift uitgegeven door de paters norbertijnen van de abdij van Averbode en was een christelijk geïnspireerd gezinsblad, dat niet louter op informatie of ontspanning gericht was. Het verscheen voor het eerst in 1907 en werd in 1964 stopgezet wegens een dalende oplage.

## Geschiedenis
Hoewel het tijdschrift voor het eerst als eigen titel verscheen in 1907, bestond het al sinds 1903 als bijlage van het tijdschrift Bode van Onze-Lieve-Vrouw van het Heilig-Hart. Waar De Bode bedoeld was als weekblad met een haast zuiver godsdienstige inhoud, mocht het bij Averbode’s weekblad allemaal iets maatschappelijker gericht zijn.
Het idee voor het tijdschrift kwam van de sociaal geëngageerde pater Gerlacus Franken, maar het was pater Ludovicus Blomme die aangesteld werd als eerste hoofdredacteur. Het tijdschrift was bedoeld als familieblad met aparte rubrieken voor gezinskwesties, sociale informatie, nieuws uit land- en tuinbouw, natuur- en wetenschap, cultuur en ook geschiedenis. Tevens was er een aparte rubriek voor vrouwen en voor jongeren. Averbode’s weekblad kon met een oplage van 58.000 exemplaren aan de vooravond van de Eerste Wereldoorlog zeker een succes genoemd worden.
Het duurde tot maart 1919 vooraleer het tijdschrift, na het uitbreken van de oorlog in augustus 1914, opnieuw kon opgestart worden. Nieuw was dat het weekblad vanaf toen echt als zelfstandige publicatie kon verschijnen: het was nu aan De Bode om als bijlage bij Averbode’s weekblad te verschijnen. Pater Emiel Valvekens werd in 1922 aangesteld als hoofdredacteur. Valvekens was van mening dat een heropstanding van een Vlaamse christelijke kunst en cultuur nodig was en het was de taak van intellectuelen en kunstenaars om het volk te emanciperen. Volgens hem voldeed Averbode’s weekblad daar niet aan en hij gaf het tijdschrift dan ook een vast stramien: eerst een aandeel “religieuze informatie”, met onder meer Jezusvertellingen en heiligenlegendes, dan een (religieuze) poëzierubriek, gevolgd door boekbesprekingen waar de nadruk lag op boeken met moreel-religieuze merites. Tot slot was er ook ruimte voor ontspanning met een kruiswoordraadsel en prijspuzzels. Het blad kreeg ook een meer uitgesproken Vlaamsgezind karakter en richtte zich opvallend veel op de vrouw, hoewel het nog altijd een gezinsblad was. De vrouw werd gezien als hoeksteen die religie en samenleving verbond: meerdere artikels verschenen over de voorbeeldfunctie die de vrouw had als echtgenote, moeder en huisvrouw. De lezers leken echter niet akkoord te gaan met deze koerswijziging en het aantal abonnees daalde gestaag.
Averbode’s weekblad kende tijdens het interbellum daardoor enkele moeilijke jaren. Het ging terug beter toen pater Guido Druyts in 1935 als nieuwe hoofdredacteur wordt aangesteld. Inhoudelijk onderging het blad nauwelijks wijzigingen: het bleef een katholiek gezinsblad met aandacht voor huismoeders en opvoedingsleer, maar de echte religieuze artikels verdwenen naar de achtergrond. Het discours werd steeds anticommunistischer maar tezelfdertijd ook wel progressiever. In diverse artikels schaarde het blad zich achter de toekenning van het vrouwenstemrecht in België, dat er pas in 1948 zou komen. Dankzij een doorgedreven propaganda om nieuwe abonnees te verwerven en doordat er voor het eerst reclame-inkomsten gegenereerd werden, kon het blad zich staande houden.
Tijdens de Tweede Wereldoorlog kwam het weekblad weer in moeilijkheden: papierschaarste, inkttekort en vrees voor de Duitse censuur maakten het steeds lastiger om nog degelijke nummers te publiceren. De abonnees haakten opnieuw af en uiteindelijk werd het blad in mei 1944 tijdelijk stopgezet wegens de steeds toenemende papierschaarste.
Aan het einde van 1944 kon het tijdschrift toch weer hervat worden en het kreeg met pater Lambertus Bresseleers meteen een nieuwe hoofdredacteur. Bresseleers stelde een andere redactieploeg samen en vernieuwde die door niet enkel geestelijken te betrekken, maar ook mensen uit de auteurs- en journalistieke wereld zoals Renaat Joostens en Jos Ghysen. De vormgeving ging ook op de schop: het tijdschrift werd heel strak afgelijnd, foto’s waren amper aanwezig en de teksten moesten kort en bondig zijn. Averbode’s weekblad kon daardoor de vergelijking met andere katholieke tijdschriften als Ons Land en Zondagsblad niet doorstaan. Inhoudelijk werd die lijn ook doorgetrokken: er was geen plaats voor sport, royalty of actualiteit. Het merendeel van de artikels had een vormende insteek over het traditionele gezin en de rol van man en vrouw daarin. Bresseleers was gekant tegen de moderniteit in de samenleving en dat was ook te merken in zijn leiding over Averbode’s weekblad.
Bresseleers voelde de veranderende samenleving niet aan en het tijdschrift ondervond meteen de gevolgen daarvan. Het aantal abonnees daalde in snel tempo en ook de reclame-inkomsten bleven uit, aangezien Bresseleers tegen elke vorm van publiciteit gekant was. De abdij wou de neergang stoppen en greep in door Daniël De Kesel in 1953 hoofdredacteur te maken. De Kesel, die beter gekend is onder zijn pseudoniem Nonkel Fons, had voordien al een succes gemaakt van het jeugdtijdschrift Zonneland en van de jeugdreeks Vlaamse Filmkes. De Kesel maakte de lay-out van het weekblad aantrekkelijker en liet meer ruimte voor foto’s en langere artikels. Inhoudelijk had hij het idee dat traditie en vernieuwing hand in hand met elkaar konden gaan. In dat opzicht was er nu meer ruimte voor actualiteit, sport, lifestyle en wetenschap, maar dat betekende niet dat er niet meer over de traditionele thema’s als de Vlaamse ontvoogding en de katholieke belangen (onder meer in de missies) gesproken werd. De Kesel trok dan weer wel de lijn van Bresseleers over de redactieploeg voort: er werd nog meer beroep gedaan op journalisten en figuren als Jos Ghysen kregen een prominentere plaats in het weekblad.
Door deze ingrepen kon De Kesel tijdelijk de neergang van het aantal abonnementen stopzetten, maar op langere termijn kon ook hij een nieuwe daling niet vermijden. Bovendien werden de kosten van de vernieuwing in vormgeving niet meer gedekt door de inkomsten van het lidgeld wegens een dalend aantal abonnees. Daardoor begon het altijd weinig kostelijke Averbode’s weekblad voor het eerst verlies te maken. In 1956 voerde De Kesel nog een laatste vernieuwing toe, door de naam van het tijdschrift te wijzigen naar “Het Weekblad”, maar liet de rol van hoofdredacteur achter zich in 1960.
De opvolger van Kesel was de jonge pater Roger Leo Masure. Masure wou het inhoudelijk over een andere boeg gooien en zich meer richten op de jongeren. De jeugd van die tijd stond een stuk kritischer tegenover het geloof dan haar voorgangers, maar was er nog wel ontvankelijk voor. De naam van het tijdschrift werd in 1961 gewijzigd naar “MK – Het Weekblad” (de MK stond voor Modern Katholiek) en het blad zelf kreeg een kleiner formaat met meer pagina’s dan voorheen en veel meer foto’s. Inhoudelijk was er geen duidelijke lijn meer: er was opnieuw meer plaats voor religieuze artikels maar in tegenstelling tot vroeger waren die niet meer vormend van aard maar eerder kritisch. Masure wou inspelen op de trend van de “zoekende christen” die sinds het Tweede Vaticaans Concilie meer op de voorgrond was getreden. Er was ook aandacht voor de sociaal-economische emancipatie in de maatschappij en het blad schaarde zich achter de democratiseringsgolf die door het middelbaar en hoger onderwijs vloeide. Op gebied van ontspanning was er voor de eerste keer in de geschiedenis van het blad een rubriek over televisieprogramma’s.
In 1964 trok Masure volop de kaart van de jeugd door film en muziek als rode draad te gebruiken, maar het hielp niet veel meer. Voor het eerst dook het aantal abonnementen onder de 10.000 en het tijdschrift bleef maar verlies maken. De abdij besloot op het einde van het jaar om de activiteiten stil te leggen en het tijdschrift af te voeren.